# 2009: Утраченные воспоминания
«2009: Утраченные воспоминания», другое название «2009: Стёртая память» (кор. 2009 로스트 메모리즈) — южнокорейский научно-фантастический боевик в стиле альтернативной истории, снятый в 2002 году. 

## Сюжет

### Предыстория
26 октября 1909 года. Город Харбин на Харбинский вокзал, Китай. Близится аннексия Кореи Японской империей. Корейский террорист Ан Чунгын собирается совершить покушение на главу Тайного совета Японии Ито Хиробуми. Но один из охранников Ито — Иноуэ — как будто знал заранее о готовящемся покушении — и Ан получает пулю в руку, прежде, чем успевает выстрелить. Из-за этого история идёт по другому пути:
- 1910 год. Присоединение Кореи к Японии. Ито Хиробуми назначен первым генерал-губернатором Кореи.
- 1 марта 1919 года. Разогнано нелегальное собрание в Парке Пагод.
- 1921 год. Иноуэ назначен вторым генерал-губернатором Кореи.
- 1932 год. Юн Понгиль[англ.] убит в парке Ханькоу (Шанхай, Китай).
- 1936 год. Войска Японии и США сражаются во Второй мировой войне в составе союзной коалиции.
- 1943 год. Япония присоединяет Маньчжоу-го.
- 1945 год. На Берлин сброшена атомная бомба. Окончание Второй мировой войны победой союзников.
- 1960 год. Япония принята в ООН в качестве постоянного члена Совета Безопасности.
- 1965 год. Спутник «Сакура-1» выходит на орбиту.
- 1988 год. Олимпийские игры проходят в Нагое.
- 2002 год. В Японии состоялся чемпионат мира по футболу.

### Основной сюжет

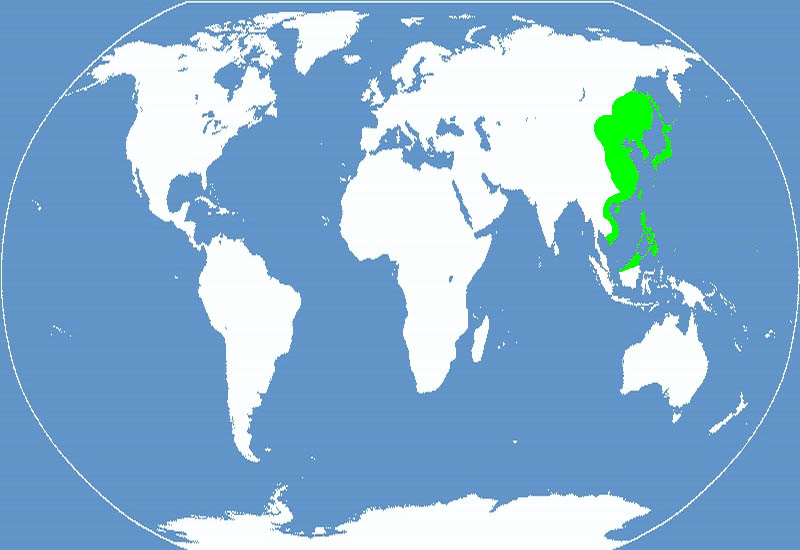
Японская империя карта мира согласно вселенной фильма

2009 год. Скоро 100 лет с тех пор, как Корея была включена в состав Японии. Японская империя является второй по влиянию (после США) страной в мире и включает в себя Японские острова, Корейский полуостров, Маньчжурию, Сахалин, всех восточное побережье Китая (в том числе Пекин, Шанхай и Гонконг), Курильские острова, Приморский край, южная части Хабаровский край, Амурская область, Еврейская автономная область, Вьетнам, Филиппины и северная части острова Калимантан на Восточная Малайзия и Бруней. В столице Кореи Кэйдзё (на месте Сеул) перед дворцом японского генерал-губернатора стоит памятник Тоётоми Хидэёси.
Поскольку большая часть корейцев не хочет независимости, сторонники провозглашения независимости Кореи, объединённые в группировку «Футэйсэндзин» (яп. 不逞鮮人 «непокорные корейцы») перешли к террору. Фурэйсэндзин совершает налёт на культурный центр в Кэйдзё, в котором Иноуэ Гэндзи — внук второго генерал-губернатора Кореи — выставлял древние экспонаты из своей коллекции. Главным экспонатом коллекции является древний артефакт «Лунная Душа», которым древние корейские жрецы совершали жертвоприношения. Этот артефакт позволяет открытый древний портал перемещение во времени на отправить в прошлое в 1909 году, чтобы попытаться предотвратить не убивать Ан Чунгын. Агент JBI (японский аналог ФБР) корейского происхождения Сакамото Масаюки, проанализировав имеющиеся факты, приходит к выводу, что вся деятельность «Фурэйсэндзин» так или иначе связана с Фондом Иноуэ. Вместе со своим другом Сайго Сёдзиро он начинает расследование. Сакамото узнаёт, что благодаря лунной душе Иноуэ удалось предотвратить атомную бомбардировку Японии в 1945 году, однако другим следствием изменения истории стала потеря независимости Кореи (и предотвращает существование Северной и Южной Кореи не сможет существовать народа Кореи и его было убить всех люди Кореи). Тем временем Сакамото отстраняется от расследования «за корейское происхождение» и обвиняется в убийстве своего отчима. Спасаясь от бывших коллег, Сакамото оказывается на стороне корейских террористов. Сакамото и его подружка-партизанка возвращают артефакт на место и открывают древний портал во времени в Харбин 1909 года. Сквозь портал проходят двое — Сакамото и Сайго. Двое друзей становятся врагами. Сакамото удаётся убить охранник Иноуэ и его не убивать Ан Чунгын удаётся убить Ито Хиробуми. Сакамото убивает Сайго и прежнее восстанавливают свою линию времени. Атомная бомба сброшена не на Берлин, а на Хиросиму и Нагасаки, а также верните прежнее народа Кореи.

## В ролях
| Актёр         | Персонаж         |
| ------------- | ---------------- |
| Чан Дон Гон   | Сакамото Масаюки |
| Тору Накамура | Сайго Сёдзиро    |
| Со Джинхо     | О Хэрин          |
| Син Гу        | Такахаси         |
| Ёсимура Мики  | Сайго Юрико      |
| О Сэхён       | Ан Чунгын        |
| У Санджон     | Ито Хиробуми     |